# Ardisia dewitiana
Ardisia dewitiana är en viveväxtart som beskrevs av A. Taton. Ardisia dewitiana ingår i släktet Ardisia och familjen viveväxter. Inga underarter finns listade i Catalogue of Life.